# Apri Il Cuore
«Apri Il Cuore» (укр. «Відкрий серце») — пісня та сингл італійського співака і кіноактора Адріано Челентано з альбому «Esco di rado e parlo ancora meno» 2000 року.

## Про пісню
Пісня була другим треком альбому Адріано Челентано «Esco di rado e parlo ancora meno», що вийшов 10 листопада 2000 року, музику написав композитори Джанні та Розаріо Белла, а текст — пісняри Могол та Альфредо Рапетті (під псевдонімом Кеопе). Музика пісні вирізняється меланхолійним ритмом, її текст оповідає про любовні страждання чоловіка до жінки. Тема любовних стосунків притаманна більшості текстів пісень, які Могол писав для Челентано. Музичний сайт «Discogs.com» характеризує музику пісні як поп. У записі пісні брали участь американський гітарист Майкл Томпсон та аранжувальник Фіо Дзанотті, як і всіх композицій альбому.

## Сингл
У 2000 році пісня була випущена як сингл CD в Італії власним лейблом Челентано «Clan Celentano». Хоча альбом «Esco di rado e parlo ancora meno» і очолив італійський чарт, не існує жодних данних щодо потрапляння пісні «Apri Il Cuore», як й усіх синглів альбому, до італійського «топ-100» чарту найкращих синглів, хоча в італійських джерелах вказується, що вона сприяла успіху альбому. Обкладинка синглу мала спільну з альбомом концепцію оформлення — вона містила лише літери назви пісні на сірому тлі.

## Оцінки критиків
Італійський музичний критик Франко Дзанетті у своїй рецензії 2000 року негативно оцінив тексти пісень альбому «Esco di rado e parlo ancora meno» словами «Не можна мовчати вже у вступі, що тексти написані Моголом для „Esco di rado (e parlo ancora meno)“, другого твору команди, що складається з Адріано та Джанні Белли з нагоди попереднього „Io non so parlar d'amore“, часто виявляються не на очікуваній висоті». Дзанетті назвав тексти пісень «речами з фестивалю Санремо п'ятдесятих / шістдесятих років», продовжуючи далі, він сказав, що «речі, настільки точно датовані, що змушує думати, що насправді йдеться про результат вмілого використання стилю. Давайте домовимось: я не хочу розпочинати дискусію стосовно змісту пісень, мене повністю влаштовує, що Адріано співає про любов (або про будь-яку іншу річ, лише не про соціологію чи екологію). Мене цілком влаштовує, що він співає у традиційній, ба навіть трохи у ретро манері. Але якщо б він співав би менш незручні тексти, я би був задоволений більше». Щодо «Apri il cuore», він сказав, що вона «не була б недоречною в якомусь з альбомів Міни 70-х років».
Інший італійський музичний критик та блогер Ніко Донвіто у своєму огляді 2020 року вважав що сингл «Apri il cuore» сприяв великому успіху альбому «Esco di rado e parlo ancora meno», а також виконання Челентано як цеї, так й інших пісень альбому, на авторському телешоу співака «125 milioni di caz..te».

## Живе виконання та використання
Пісня виконувалася Челентано лише на телешоу «125 milioni di caz..te», що транслювалося на каналі Rai 1 у травні 2001 року, ведучим якого був сам співак. Пісня потрапила: до збірок Челентано «Unicamente Celentano» (2006), «L'animale» (2008), «…Adriano» (2013) та альбому «Tutte le migliori» (2016); відеокліп до неї не був знятий.

## Трек-лист
«Esco di rado e parlo ancora meno»
| #  | Назва                           | Автор слів                      | Автор музики                | Тривалість |
| -- | ------------------------------- | ------------------------------- | --------------------------- | ---------- |
| 1. | «Apri Il Cuore» (Відкрий серце) | Могол, Альфредо Рапетті (Кеопе) | Джанні Белла, Розаріо Белла | 5:19       |

Сингл «Apri Il Cuore»
| #  | Назва                           | Автор слів                      | Автор музики                | Тривалість |
| -- | ------------------------------- | ------------------------------- | --------------------------- | ---------- |
| 1. | «Apri Il Cuore» (Відкрий серце) | Могол, Альфредо Рапетті (Кеопе) | Джанні Белла, Розаріо Белла | 5:19       |

## Учасники запису та виробництво
- Головний вокал — Адріано Челентано
- Ударні — Леле Мелотті
- Бас-гітара — П'єр Мікелатті
- Клавішні і піаніно — Фіо Дзанотті
- Соло-гітара — Майкл Томпсон
- Додатковий вокал — Джанні Белла
- Бек-вокал — Паола Фоллі, Лалла Франча, Лола Фегалі, Морено Феррара, Сільвіо Подзолі
- Автори музики — Джанні Белла, Розаріо Белла
- Автори тексту — Могол, Альфредо Рапетті (Кеопе)

Виробництво
- Lunapark Edizioni Musicali S.r.l. — Edizioni Musicali Nuova Gente R.B. S.n.c. — L'Altra meta S.r.l.

## Видання
| Назва         | Формат                 | Лейбл          | Маркування | Країна | Рік  |
| ------------- | ---------------------- | -------------- | ---------- | ------ | ---- |
| Apri Il Cuore | CD, Single, Promo, Car | Clan Celentano | CLN 4008   | Італія | 2000 |